# نادي العطاء
نادي العطاء الرياضي هو نادي رياضي فلسطيني من قطاع غزة يلعب في دوري قطاع غزة الدرجة الثانية من محافظة خان يونس في المنطقة الشرقية من مدينة خان يونس.

## الإنجازات
| دوري قطاع غزة الدرجة الثانية | السنوات              |
| ---------------------------- | -------------------- |
| 2                            | 2014–2015 ،2017–2018 |

### المؤشر اللوني
|  | الرقم القياسي |